# Teatro de Pompeia

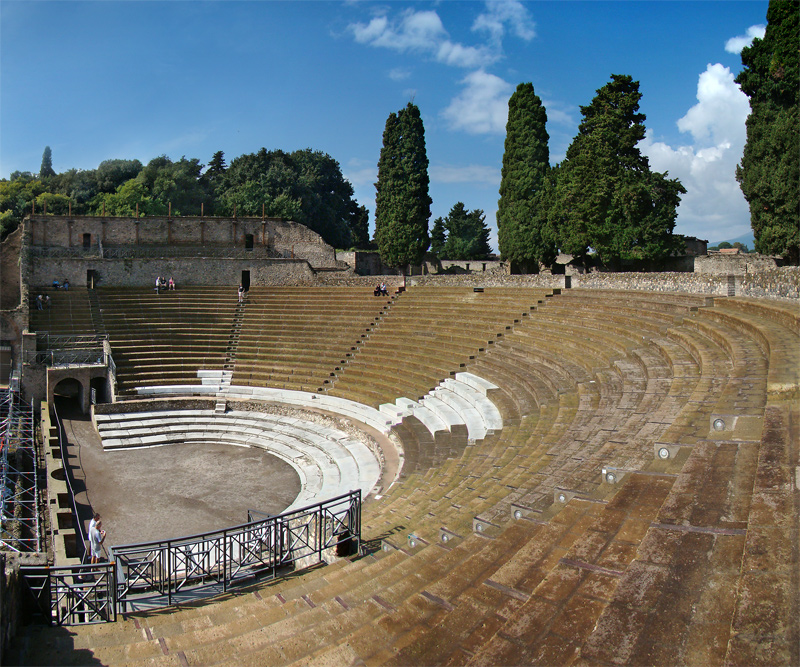
Grande Teatro de Pompeia

O teatro de Pompeia faz parte de um complexo de edifícios públicos de entretenimento no setor sudoeste da cidade romana de Pompeia, soterrado junto com o resto da cidade na erupção do monte Vesúvio em 79 d.C. Pompeia possuía dois teatros, o Grande Teatro e o menor, também chamado Odeon. Ambos os teatros apresentam características arquiteturais dos teatros gregos, como os demais teatros romanos.

## Origem

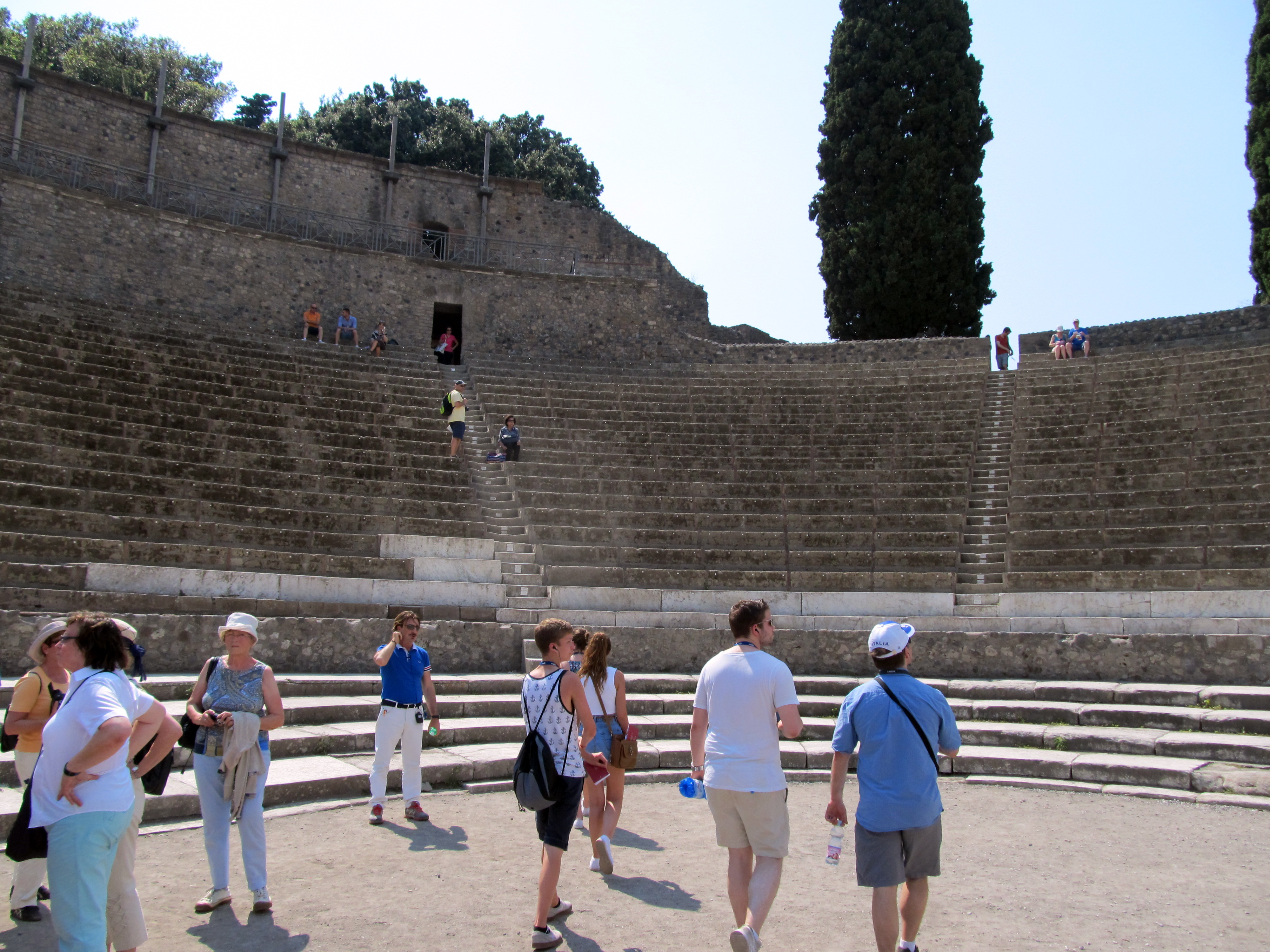
Vista do palco do teatro

Os teatros romanos se popularizaram nos tempos da República romana, no inicio construídos em palcos de madeira provisórios e armados a céu aberto. Em Roma, o general Pompeu foi o primeiro a construir um teatro de pedra em 55 a.C., sendo que o teatro levou seu nome (Teatro de Pompeu). Anteriormente, os teatros tinham como característica sua efemeridade, pois podiam ser desmontados e montados em outro sítio.
Porém, o teatro de Pompeia é ainda anterior ao de Roma, tendo sido construído já em pedra no século II a.C., aproveitando um declive natural do terreno e com espaço para 5 mil espectadores, dentro das muralhas de Pompeia, localizado no distrito sudoeste da cidade, ao lado do Odeon (ou Pequeno Teatro), do Fórum Triangular e da Via Estabiana. Enquanto Augusto estava no poder, o teatro foi extensivamente restaurado e ampliado sob os cuidados dos irmãos Marco Holcônio Rufo e Marco Holcônio Celer. O arquiteto empregado pelo mesmo era um liberto, Marco Artório Primo, imortalizado em uma inscrição na parede externa perto da entrada (CIL, X, 833).
Assim como os outros teatros por todo Império Romano, sua construção foi inspirada no modelo grego, lembrando que a arquitetura romana deriva mesma que é do período helenístico.

## Estrutura do Teatro

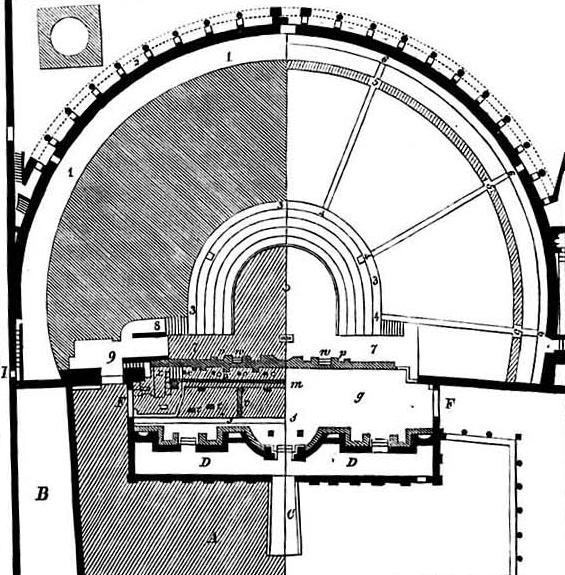
Planta baixa do Grande Teatro de Pompeia.

O teatro é dividido em três divisões principais: a grande área externa, contendo assentos para os espectadores; a orquestra, a pequena porção semicircular delimitada pela cávea com uma entrada de cada lado e o palco, de frente para a orquestra. Os assentos funcionavam de forma similar em três seções semi-circulares principais. O mais baixo, a ima cavea, fica ao lado da orquestra e contém quatro saliências largas nas quais, assim como na própria orquestra, os membros do conselho da cidade, os decuriões, poderiam colocar suas cadeiras.
- Frente do cenário/palco (Scenae frons), normalmente composto de uma dupla linha de colunas.
- Orquestra (Orchestra), semicírculo diante do proscênio, onde se sentavam as autoridades.
- Ádito (aditus), corredores laterais para entrada na orquestra.
- Cávea (cavea), estrutura semi-circular onde, segundo a escala social, sentavam-se os espectadores. Era sub-dividido em: cávea inferior (ima cavea), cávea média (media cavea) e cávia superior (summa cavea).
- Vomitórios (vomitoria): Entradas abobadadas por onde se acessava à cávea e que facilitavam a saída rápida dos espectadores.
- Proscênio (proscaenium), espaço diante do palco onde se desenrolava a ação dramática.
- Pórtico detrás do cenário (porticus post scaenam), espécie de pátio com colunas, detrás do cenário ou palco.[6]

## Finalidade
Assim como o Anfiteatro de Pompeia, tanto o próprio teatro quanto as peças em si foram usados como símbolo de status e poder na cidade. Embora fosse um símbolo democrático, ainda havia separação na ordem dos assentos. Haviam também varias entradas diferentes.  

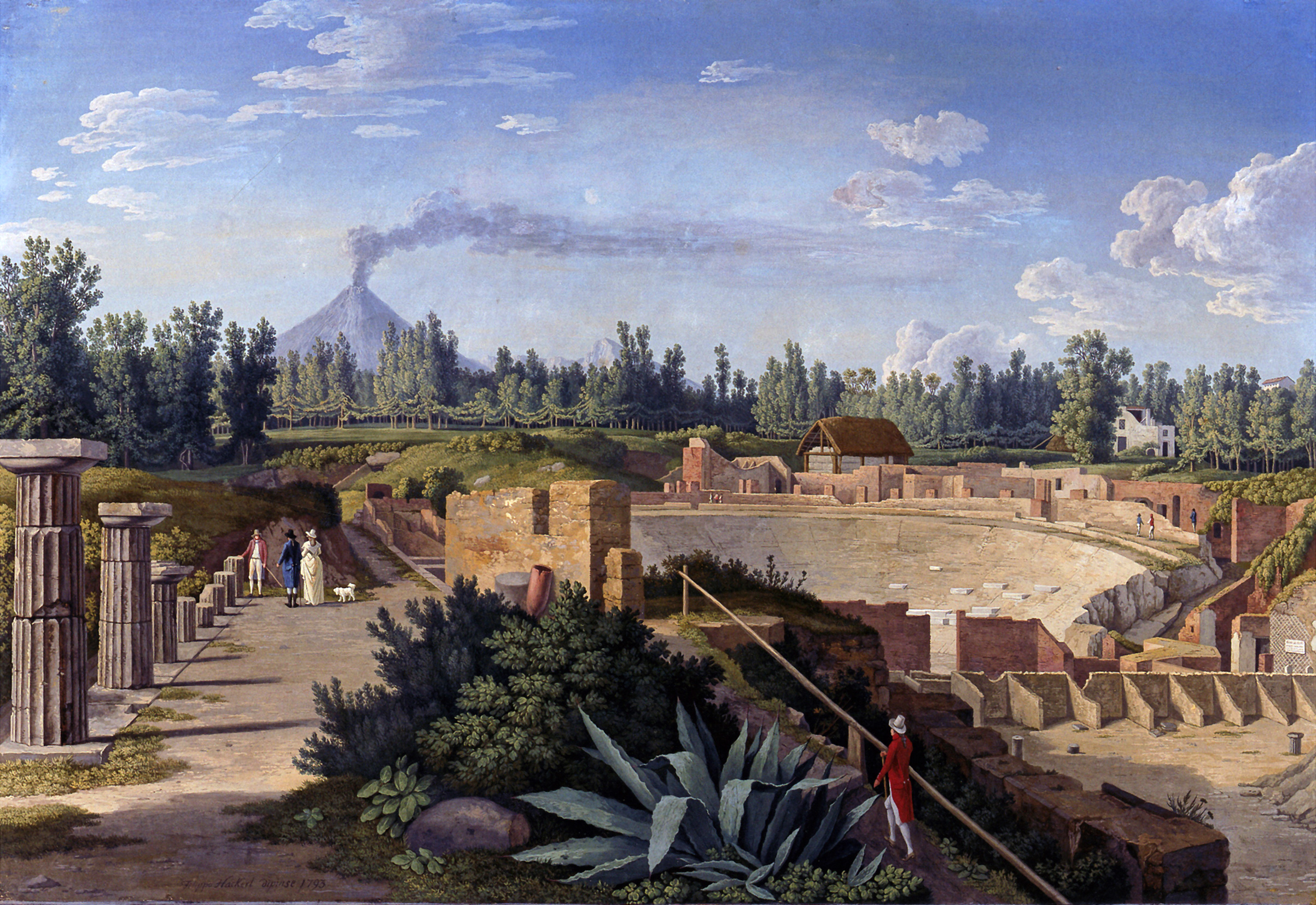
O teatro em 1793 (Hackert, Blick auf das große Theater von Pompeji)

Havia muitos gêneros diferentes para todo tipo de prazer. Havia as obras clássicas do teatro grego, tragédias e comédias, obviamente traduzidas, mas também formas tipicamente romanas, como as farsas atelanas. Os atores eram todos homens, também aqueles que representavam as partes femininas, e agiam com máscaras, para indicar as individualidades.

## Escavação
Os dois teatros de Pompeia fizeram parte dos primeiros conjuntos de escavações, ainda no século XVIII. Na época, os arqueólogos discutiam se a estratégia de escavação seria igual à do teatro de Herculano, onde foram escavados túneis para prospecção das ruínas a partir do nível corrente do chão, tentando evitar assim a desocupação total das casas da vila que estavam acima da cidade antiga. Por fim, foi decidido que em Pompeia as escavações seriam de toda a superfície, e diversas missões ainda nesse século completaram a escavação principal (1764-1765; 1767-1769; 1773; 1789; 1791-1794). Escavações posteriores foram feitas apenas em 1902 e 1951.